# 常春藤鈴行動
常春藤鈴行動是冷戰期間美国海军、中情局和国家安全局的一项联合行動，目的是對蘇聯海底電纜進行竊聽。
冷戰時期，美國潛艦「大比目魚」號進入日本北方的鄂霍次克海，執行「常春藤鈴」任務，將銅鈴形狀的竊聽裝置與蘇聯的海底電纜綁在一起，進行竊聽。

## 外部連結
- Morris, Caitlin. . Journal of the Australian Institute of Professional Intelligence Officers. 2012, 20 (3): 17–29.